# 별들에게 물어봐
《별들에게 물어봐》는 2025년 1월 4일부터 2025년 2월 23일까지 방송했던 tvN 토일 드라마였다.

## 기획 의도
무중력 우주정거장에서 일하는 보스 '이브'와 비밀스러운 미션을 가진 불청객 '공룡'의 지구 밖 생활기.

## 제작진

### 극본
- 서숙향 : ( MBC 월화 미니시리즈 《환생-넥스트》(공동집필), KBS2 월화 미니시리즈 《미스터 굿바이》(집필), MBC 수목 미니시리즈 《대한민국 변호사》(집필), MBC 월화 미니시리즈 《파스타》(집필), KBS2 수목 미니시리즈 《로맨스 타운》(집필), MBC 수목 미니시리즈 《미스코리아》(집필), SBS 드라마스페셜 《질투의 화신》(집필), SBS 월화 미니시리즈 《기름진 멜로》(집필), KBS2 특별기획 주말연속극 《다리미 패밀리》(집필) 등 집필 )

### 연출
- 박신우 : ( SBS 드라마 스페셜 《유령》(공동연출), SBS 월화 특별기획 드라마 《야왕》(공동연출), SBS 2부작 설날특집 단막극 《시월의 어느 멋진 날에》(연출), SBS 주말 미니시리즈 《엔젤 아이즈》(연출), tvN 수목 미니시리즈 《남자친구》(연출), tvN 주말 미니시리즈 《사이코지만 괜찮아》(연출), KAKAO TV 화, 금 미니시리즈 《도시남녀의 사랑법》(연출), tvN 월화 미니시리즈 《이로운 사기》(제작) 등 연출 )
- 김진성 : ( tvN 월화 미니시리즈 《플레이어 2 : 꾼들의 전쟁》(공동연출) 등 연출 )
- 오승열

## 등장 인물

### 주요 인물
- 이민호 : 공룡 역 - 700억 회삿돈 내고 가는 우주관광객

MZ그룹이라는 우리나라 최고 재벌가의 '예비' 사윗감, 고은의 연인. 전 산부인과 의사.
- 공효진 : 이브 킴 역 - MCC 소속 우주정거장 보스 '원정대장'

마우스 담당 우주 과학자이자 익스페디션 3기의 원정대장
- 오정세 : 강강수 역 - ILS 내 초파리 담당 우주 과학자, 고은의 옛연인. 미국에 본사를 둔 세계에서 가장 부유한 글로벌금융기업 <로열뱅크> 오너일가의 둘째 아들.
- 한지은 : 최고은 역 - MZ그룹 MZ전자 대표, 재룡의 딸. 강수의 옛연인. 공룡의 연인. 민정의 시누이.

### MCC 사람들
- 김주헌 : 박동아 역 - MCC의 베테랑 우주비행사
- 이엘 : 강태희 역 - MCC의 Chief, 한국계 여성 최초로 IOU 스페이스센터 부국장 역임. 세계적으로 유명한 여성우주인.
- 이초희 : 도나 리 역 - MCC의 '화끈'한 우주닥터, '미나 리'의 쌍둥이 언니.
- 이현균 : 한시원 역 - MCC의 비행운영디렉터
- 박예영 : 마은수 역 - MCC의 마우스 실험 파트너

### 우주정거장 사람들
- 이초희 : 미나 리 역 - ILS 내 식물 담당 우주 과학자, 서울 MCC 우주닥터 '도나 리'의 쌍둥이 동생.
- 허남준 : 이승준 역 - ILS 내 마우스 담당 우주 과학자
- 알렉스 하프너 : 싼띠아고 곤잘레스 가르시아 역 - IOU 스페이스센터 소속 우주 비행사

### MZ 그룹 사람들
- 김응수 : 최재룡 역 - MZ그룹 회장, 고은의 아버지. 공룡의 예비 장인. 민정의 시아버지.
- 백은혜 : 나민정 역 - MZ병원 소아청소년과 의사, 재룡의 며느리. 고은의 올케언니.
- 김경덕 : 고비서 역 - MZ전자 최고은 대표의 비서
- 임성재 : 전이만 역 - MZ병원 산부인과 교수

### 공룡 가족 & 친구
- 전수경 : 지화자 역 - 공룡의 '가장 센' 엄마, 세 엄마 중 맏언니. 세 엄마 중에 제일 터프한 의리파.
- 최정원 : 장미화 역 - 공룡의 '흥' 많은 엄마
- 정영주 : 정나미 역 - 공룡의 '정' 많은 엄마

### 그 외 인물
- 이두석 : 최동훈 역(†)

### 특별출연
- 박진주 : 기자 역 (1회)
- 조정석 : 아나운서 역 (1회)

## 시청률
최저 시청률과 최고 시청률은 시청률 조사회사와 지역별로 시청률에 차이가 있을 수 있습니다.
| 2025년 | 2025년   | 2025년         | 2025년       | 2025년 |
| 회차   | 방송일   | 닐슨 시청률    | 닐슨 시청률  |        |
| 회차   | 방송일   | 대한민국(전국) | 수도권(서울) |        |
| ------ | -------- | -------------- | ------------ | ------ |
| 제1회  | 1월 4일  | 3.3%           | 3.8%         |        |
| 제2회  | 1월 5일  | 3.9%           | 3.9%         |        |
| 제3회  | 1월 11일 | 2.2%           | 2.7%         |        |
| 제4회  | 1월 12일 | 2.8%           | 3.0%         |        |
| 제5회  | 1월 18일 | 1.8%           | 1.9%         |        |
| 제6회  | 1월 19일 | 2.9%           | 3.0%         |        |
| 제7회  | 1월 25일 | 1.8%           | 2.1%         |        |
| 제8회  | 1월 26일 | 2.2%           | 2.3%         |        |
| 제9회  | 2월 1일  | 2.1%           | 2.1%         |        |
| 제10회 | 2월 2일  | 2.7%           | 2.7%         |        |
| 제11회 | 2월 8일  | 1.9%           | 1.8%         |        |
| 제12회 | 2월 9일  | 2.1%           | 2.1%         |        |
| 제13회 | 2월 15일 | 1.8%           | 2.1%         |        |
| 제14회 | 2월 16일 | 1.9%           | 2.0%         |        |
| 제15회 | 2월 22일 | 1.7%           | 2.1%         |        |
| 제16회 | 2월 23일 | 2.6%           | 2.5%         |        |

## 참고 사항
- 김응수와 전수경은... 영화 《위험한 상견례 2》 이후 10년만에 재회하는 작품의 계기가 되었다.

## 같이 보기
- 대한민국의 텔레비전 드라마 목록 (ㅂ)
- 2025년 대한민국의 텔레비전 드라마 목록